# Samuel Adamčík
Samuel Adamčík (23. července 1904, Bohunice – 10. července 1984, Bratislava) byl slovenský divadelní a filmový herec. Byl manželem herečky Oľgy Adamčíkové.

## Život
Narodil se jako nejstarší z třech sourozenců v učitelské rodině. V roce 1924 absolvoval studium na učitelském ústavě v Banské Štiavnici. Od roku 1926 se věnoval ochotnickému divadlu v Divadelném odboru Matice slovenské v Kremnici. Roku 1925–1944 byl odborným učitelem Štátneho ústavu pre hluchonemých, 1944–1946 ředitelem Štátnej pokračovacej školy pre hluchonemých v Kremnici. Jako 42letý přijal nabídku režiséra Drahoše Želenského stát se profesionálním hercem. V letech 1946–1951 působil jako člen činohry Nová scéna a v letech 1951–1974 jako člen činohry Slovenské národní divadlo v Bratislavě. V roce 1955 dostal čestný titul zasloužilý umělec za „dlouholetou úspěšnou činnost hereckou s přihlédnutím na vynikající herecké výkony ve slovenském filmu“. Od roku 1975 byl v důchodu. Pochovaný je v Bratislavském krematoriu.

## Filmografie
- 1948: Vlčie diery
- 1949: Katka
- 1950: Priehrada (Valent)
- 1951: Boj sa skončí zajtra (Kršiak)
- 1952: Lazy sa pohli (Chriašteľ)
- 1952: Mladé srdcia (Fedorčák st.)
- 1953: Pole neorané (Cyprián Húščava)
- 1953: Rodná zem (Jaškuliak)
- 1954: Drevená dedina (Peter Púplava)
- 1954: V piatok trinásteho (staříček)
- 1955: Žena z Vrchov (Adam Šalvia)
- 1957: Posledná bosorka (Juliin dedko)
- 1957: Štyridsaťštyri (plk. Blücher)
- 1957: Zemianska česť (sedlák)
- 1958: Dáždnik svätého Petra (Münz)
- 1959: Kapitán Dabač (dědo Michail)
- 1959: Skaly a ľudia (minér Figuš)
- 1959: Velká samota (Esterka)
- 1961: Predjarie (Kecskés)
- 1962 – 63: Jánošík I-II (páter Domanič)
- 1966: Majster kat (starý soudce)
- 1966: Tango pre medveďa (učitel)
- 1968: Sladký čas Kalimagdory (strážmistr)
- 1968: Zbehovia a pútnici (Perun)
- 1971: Zlozor (Samko)
- 1974: Do zbrane, kuruci! (kněz)
- 1975: Sebechlebskí hudci (staříček)
- 1975: Stretnutie (Anatolij)
- 1979: A pobežím až na kraj sveta
- 1981: Tajemství hradu v Karpatech (kmet)
- 1983: Tisícročná včela (Orfanides).